# Милева Вуковић
Милева Вуковић (Андријевица, 22. март 1913 — Колашин, 1943) била је адвокатска приправница и учесница Народноослободилачког рата.

## Биографија
Рођена је 22. марта 1913. у Андријевици. Након Првог светског рата њена породица је колонизована у Метохију. Школовала се у Пећи. Током студија на Правном факултету у Београду прикључила се револуционарном студентском покрету и активно учествова у његовим акцијама. У чланство тада илегалне Комунистичке партије Југославије (КПЈ) примљена је 1933. године.
У току студентских демонстрација, фебруара 1935, када је убијен студент права Мирко Срзентић, била је ухапшена и кажњена затвором од 10 дана. Активно је учествовала у раду Одбора за правну заштиту комуниста, који је имао задатак да ухапшеним студентима обезбеди правну помоћ, као и одношење хране и преобуке у затвор и др. Као студент права једно време је руководила овим Одбором.
Упоредо са активношћу на факултету, била је политички активна и у Метохији, где је одлазила током школских распуста. Посебно је била ангажована на раду са омладином. Јула 1937. учествовала је на Првој обласној конференцији на којој је формиран Обласни комитет КПЈ за Косово и Метохију. Крајем 1938. учествовала је у раду Омладинске комисије при ОК КПЈ за Косово и Метохију, која је имала задатак да ради на обнављању и реорганизацији организација Савеза комунистичке омладине (СКОЈ). Тада је формирала скојевске активе у Витомирици и Пећи. Јула 1939. на Првој обласној конференцији СКОЈ-а за Косово и Метохију, на којој је формиран Обласни комитет СКОЈ, изабрана је за његовог секретара.
Године 1939. у току борбе против фракционашког деловања Петка Милетића и Петра Радовића у партијским организацијама у Метохији и на Косову, била је од стране руководства КПЈ именована за вршиоца дужности политичког секретара Обласног комитета КПЈ за Косово и Метохију. У то време се налазила на студијама у Београду, а како се Миладин Поповић управо тада вратио са лечења из Словеније, он је преузео ову дужност, након смењивања Радовића. Почетком августа 1939. учествовала је у околини Подгорице, на Седмој покрајинској конференцији КПЈ за Црну Гору, Боку, Санџак, Косово и Метохију, када је постала члан Покрајинског комитета (прва је жена члан Покрајинског комитета КПЈ за Црну Гору и једна од првих жена активних у политичком животу Црне Горе). На Другој обласној конференција КПЈ за Косово и Метохију, одржаној крајем септембра 1939. у Витомирици, код Пећи, изабрана је за члана Бироа Обласног комитета. Августа 1940. учествовала је као делегат на Десетој покрајинској конференцији КПЈ за Црну Гору, Боку, Санџак, Косово и Метохију.
Уочи почетка Другог светског рата у Југославији радила је на партијског рада, окупљању омладине и жена у Пећи и Косовској Митровици. Након окупације Југославије, 1941. заједно са супругом је отишла у Црну Гору, где је у околини Андријевице активно учествовала у раду на припремама Тринаестојулског устанка, као и самом устанку. У пролеће 1942, са малим дететом се повлачила за главнином партизанских снагама Црне Горе у Босну. Једно време се налазила у болници Пете пролетерске бригаде у Врбници.
Крајем 1942, заједно са групом старијих комуниста, позвана је у Босанску крајину и распоређена за политичког радника у Централној партизанској болници, где је била члан Политичког одељења (Политодел). У току Четврте и Пете непријатељске офанзиве, на Неретви и Сутјесци, од зиме до лета 1943, била је најпре политички комесар болнице број 3, у којој је било шест батаљона лакших рањеника, а потом политички комесар болнице тешких рањеника. Након битке на Сутјесци, јуна 1943. прешла је на раду у Црну Гору. Радила је на терену андријевичког среза, а погинула је крајем лета 1943. у околини Колашина.
Њено име носи Економско-трговинска школа Милева Вуковић, која је основана у Пећи, а након рата на Косову и Метохији, премештена у Гораждевац.